# Pyhäjoki
Pyhäjoki is een gemeente in de Finse provincie Oulu en in de Finse regio Noord-Österbotten.
De gemeente heeft een landoppervlakte van 543,21 km² en telt 2.991 inwoners (2022).
Fennovoima, een Finse kernenergiebedrijf, is van plan om de Kerncentrale Hanhikivi in Pyhäjoki bouwen.